# Alexander Godley
Sir Alexander John Godley (Chatham, 4 febbraio 1867 – Oxford, 6 marzo 1957) è stato un generale britannico.

## Biografia

### I primi anni
Alexander Godley nacque a Chatham, nel Kent, in Inghilterra, il 4 febbraio 1867, figlio di William Godley, capitano dell'esercito britannico di origini irlandesi. Egli era nipote inoltre di John Robert Godley, fondatore della città di Canterbury in Nuova Zelanda. Educato all'Haileybury College, egli poté accedere al Royal Military College, Sandhurst nel 1885. Diplomatosi, ottenne di entrare nei Royal Dublin Fusiliers l'anno successivo come tenente.
Godley era un ottimo cavallerizzo ed era interessato alle attività della caccia e del polo, che poi praticherà largamente in patria partecipando tra l'altro al primo incontro internazionale di polo tra Inghilterra e Argentina all'Hurlingham Club presso Hurlingham, Buenos Aires. A questo scopo era solito allevare dei pony predisposti al gioco del polo.

### La carriera militare

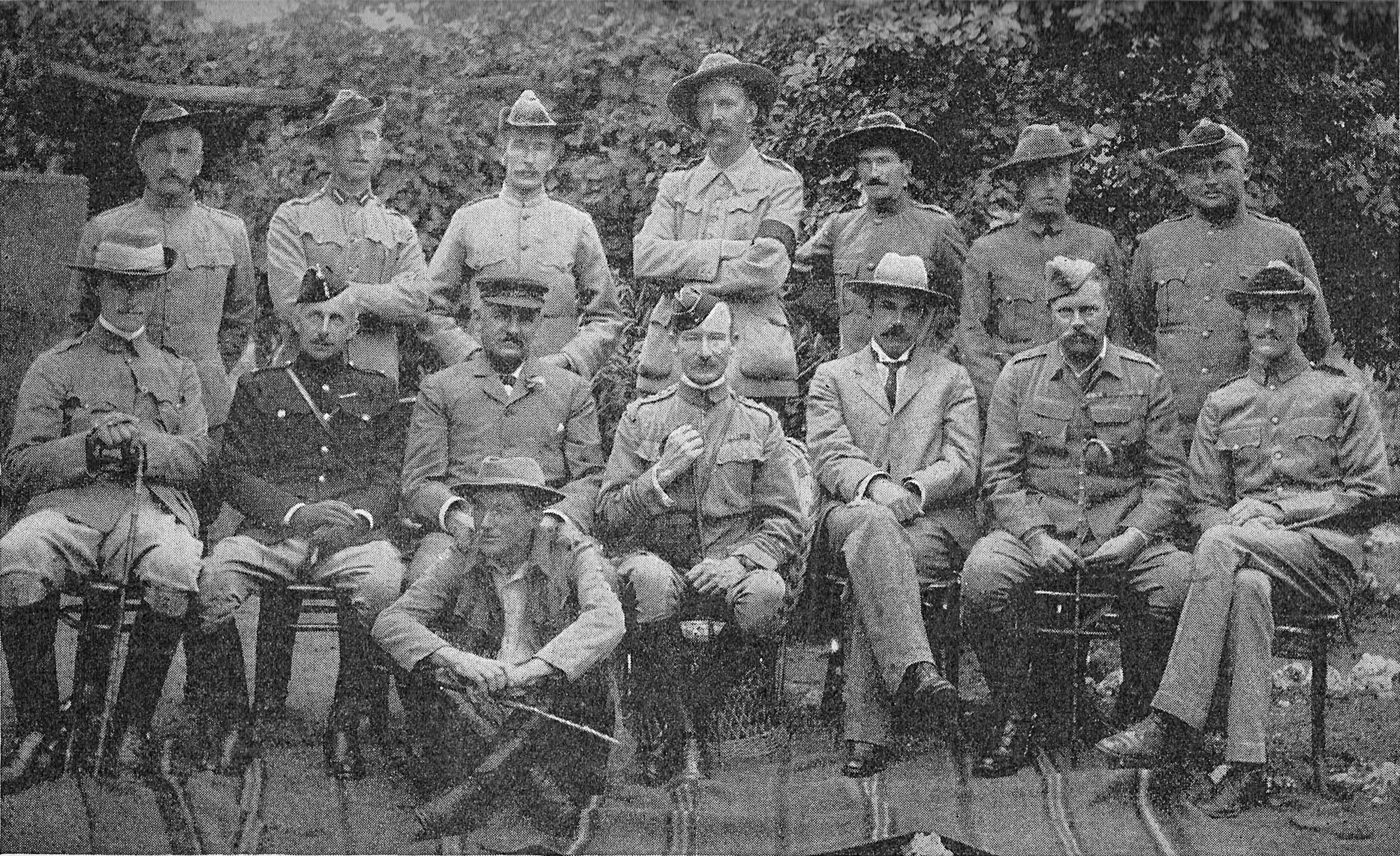
Il colonnello Baden-Powell ed il suo staff a Mafeking nel 1900: il primo a sinistra nella fila più ravvicinata è l'allora maggiore Godley

Godley rimase nei Fusiliers sino al 1896, anno nel quale venne promosso al grado di capitano e venne nominato aiutante della Mounted Infantry ad Aldershot. Successivamente in quell'anno egli fu volontario a Mashonaland per assistere alla soppressione delle rivolte nella provincia. Fece ritorno in Inghilterra l'anno successivo e venne promosso maggiore.
Egli frequentò dunque lo Staff College di Camberley ma a seguito dello scoppio della seconda guerra boera nel 1899, egli si diede nuovamente volontario al servizio in Africa ove combatté in Rhodesia. Divenne aiutante del colonnello Robert Baden-Powell e fu presente all'assedio di Mafeking, nel quale guidò il contrattacco del 12 maggio 1900. Terminò la guerra come capo di stato maggiore del tenente colonnello Herbert Plumer.

#### Comandante delle forze militari della Nuova Zelanda

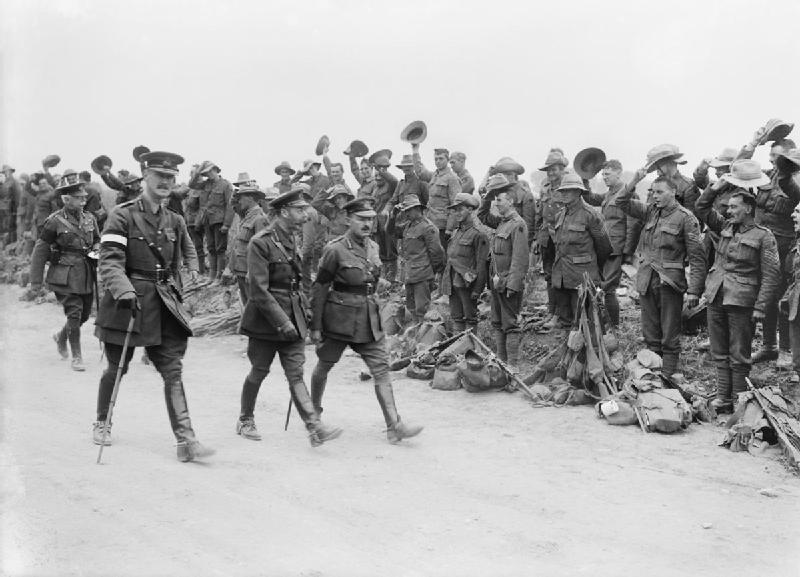
Il generale Godley (a sinistra) con re Giorgio V (al centro) che passano in rassegna le truppe neozelandesi

Godley ritornò ad Aldershot ove venne promosso colonnello ed assegnato alla seconda divisione di fanteria quando, nel 1910, gli venne offerta la posizione di comandante delle forze militari neozelandesi. Egli accettò questa nomina pur con qualche riserva in quanto il paese era così distante dalla patria e lontano da ogni possibile teatro attivo di guerra che sarebbe stato nocivo per la sua carriera. Egli giunse ad ogni modo in Nuova Zelanda per prendere servizio nel dicembre del 1910.
Godley venne promosso temporaneamente maggiore generale, ed assieme ad altri quattordici ufficiali britannici impegnati in Nuova Zelanda gli venne chiesto di risollevare il morale della truppa locale. Nel fare questo egli si servì largamente delle raccomandazioni di lord Kitchener che visitò la Nuova Zelanda nel 1910 per un tour d'ispezione. Una delle principali attività che portò avanti fu l'istituzione delle Territorial Forces locali. Egli fece diversi tour nel paese per promuovere queste forze e dal 1914 aveva già raggiunto il ragguardevole numero di 30.000 reclute, organizzando la Nuova Zelanda in quattro distretti militari, ciascuno con una brigata di fanteria ed una di fanteria a cavallo.
Godley iniziò a stendere piani per il dispiegamento della New Zealand Expeditionary Force in caso di conflitto in Europa. Questi piani furono subito messi alla prova all'inizio della prima guerra mondiale, quando Godley dovette inviare il suo corpo di spedizione ad occupare Samoa tedesca. Ad ogni modo, egli si imbarcò con 8.500 uomini alla volta dell'Egitto nell'ottobre del 1914.

#### La prima guerra mondiale
Egli prestò servizio durante la prima guerra mondiale come comandante del I Anzac Corps in Egitto ed a Gallipoli dal 1915 al 1916. Questo gli incluse la responsabilità della disastrosa carica alla baionetta della battaglia del Nek del 7 agosto 1915.
Godley quindi ottenne il comando del Second ANZAC Corps, poi riformato come British XXII Corps, dal 1916 al 1918. Egli fu temporaneamente comandante del III Corps nel 1918 per poi tornare al XXII Corps. Le performance di Godley durante la prima guerra mondiale vennero criticate dai suoi contemporanei così come dagli storici moderni.
Dopo la guerra, Godley divenne comandante del IV Corps e quindi del II Corps nell'Armata inglese del Reno durante il 1919. Egli venne poi nominato segretario militare del segretario di Stato per la guerra nel 1920, prima di tornare all'Armata inglese del Reno come comandante in capo nel 1922.

### Gli ultimi anni
Godley prestò servizio come General Officer Commanding-in-Chief del Southern Command dal 1924 al 1928 quando divenne governatore di Gibilterra. Si ritirò dal servizio attivo nel 1933.
Egli fu anche aiutante di campo del re Giorgio V dal 1925 al 1929.
Durante la seconda guerra mondiale, Godley comandò un plotone della Home Guard.
Morì ad Oxford.